# Calliphora ochracea
Calliphora ochracea este o specie de muște din genul Calliphora, familia Calliphoridae, descrisă de Ignaz Rudolph Schiner în anul 1868. Conform Catalogue of Life specia Calliphora ochracea nu are subspecii cunoscute.